# 베를린 블랑켄부르크역
베를린 블랑켄부르크역(Bahnhof Berlin-Blankenburg)은 베를린 팡코구 블랑켄부르크와 프란최지슈 부흐홀츠의 경계면에 있는 철도역이다. 베를린-슈체친선과 베를린 외곽순환선의 분기역이기도 하다. 실제 분기는 역 약 2 km 북쪽의 카로 분기점(Karower Kreuz)에서 진행된다. 개통 당시 역명은 블랑켄부르크역, 이후에는 블랑켄부르크 바이 베를린역(Blankenburg (b Berlin))으로도 불렸다. 1960년대와 1970년대에는 근교선 열차와 S반의 환승역으로도 기능했다. 역 대합실은 신고전주의 양식으로 건설되었다.

## 역사
베를린-슈체친선은 1843년에 개통되었지만 베를린-베르나우 구간에는 약 30년간 중간 정차역이 없었다. 블랑켄부르크역은 1877년 6월 1일에 개통했으며, 이 구간의 최초의 중간역이다. 몇 주 후에는 베를린 게준트브루넨역도 슈체친선과 연결되었다. 이후에 추가역이 계속 개통하면서 베를린-베르나우간 근교 교통 수요가 증가했다.
1907년에는 프리드리히스펠데 도축장에서 블랑켄부르크 방면으로 화물선이 개통했고, 1년 후에는 뤼바르스를 경유하여 테겔역까지 연결되었다. 이 테겔-프리드리히스펠데 산업선은 블랑켄부르크역 남쪽에서 슈체친선 하부로 통과했고 블랑켄부르크역과는 별도의 연결선이 설치되었다.
근교선 교통량이 증가하면서 1906년부터 1911년까지 근교선과 열차선이 분리된 복복선화되었고, 블랑켄부르크 일대의 선로도 제방으로 올라갔다. 역 시설물이 새로 건축되었으며, 이 시기에 건축된 대합실도 계속 유지되었다. 베르나우 방면 근교선은 1924년에 직류 제3궤조로 전철화되었고, 블랑켄부르크역에는 S반 인상선과 회차선이 설치되었다.
제2차 세계대전 종전 이후 1950년대에는 서베를린 우회를 위해서 베를린 외곽순환선이 건설되었다. 카로 분기점에서는 슈체친선과의 연결선이 건설되었고, 남쪽에 있었던 블랑켄부르크역이 분기역으로 지정되었다. 1961년 베를린 장벽 건설 이전까지 S반 운행은 기존대로 유지되었다. 장벽 건설 이후 블랑켄부르크에서 오는 S반 열차가 게준트브루넨역으로 진입할 수 없었고, 베를린 순환선의 동베를린 구간으로만 운행할 수 있었다. 1961년 말에 베를린 외곽순환선과 평행한 S반 노선인 베를린 블랑켄부르크-호엔 노이엔도르프선이 건설되어 오라니엔부르크 방면으로도 S반이 연결되었다. 연결선 자체는 1953년에 카로 분기점 건설 당시에 건설되어 있었다. 하이데크라우트선의 열차 역시 베를린 빌헬름스루역 방면으로 더 이상 운행할 수 없었고, 이를 대체하기 위해서 블랑켄부르크역에 임시 승강장이 개설되었다. S반 승강장과 선로를 두고 반대쪽에 건설되어 있었기 때문에 승객의 불편이 컸다. 1975년 7월 26일에 임시 승강장의 대합실 지붕에서 화재가 발생했다. 화재 이후 전체 승강장과 진입부 계단이 재건축되었다. 1976년부터는 바스도르프역 방면 열차가 베를린 카로역 종착으로 변경되었고 블랑켄부르크역의 임시 승강장도 철거되었다.
화물역으로서의 기능은 축소되었고 산업선으로의 연결선으로만 기능했다. 1952년 당시에 동서베를린간 경계에서 산업선이 끊겨 있었다. 블랑켄부르크역 서쪽의 남아 있었던 산업선 구간은 프란최지슈 부흐홀츠 및 니더쇤하우젠 지역의 전용선 연결선으로 1972년까지 운행했다. 역 서쪽을 지나는 아우토반 114호선 건설 당시에 노선이 철거되었다. 1988년에는 마르찬-바이센제 구간의 산업선이 철거되었고 블랑켄부르크-바이센제 구간만 운행할 수 있었다. 독일의 재통일 이후 산업선 운행은 완전히 중단되었고 시설물도 철거되었다.
1997년 팡코 조차장이 영업을 중단하면서 블랑켄부르크역의 장거리 열차선도 운행을 중단했다. 2003년부터 2005년까지 S반 철교가 개축되었고, 임시로 열차선으로 운행 경로가 변경되기도 했다. 2006년부터는 베를린 남북 장거리선 건설과 새로운 베를린 중앙역 개통으로 인하여 열차선이 재개통되었다.

## 시설
건설 당시 역사는 반호프슈트라세 남쪽에 있었다. 구 역사 건물은 역무원 관사로 사용되었다. 건물이 사용 중지된 후 건축유산으로 지정되었으나 2014년에 지정 해제되어 철거되었다.
20세기 초에 복복선화되면서 선로가 고가화되었고 대합실 건물도 반호프슈트라세 북쪽으로 이전했다. 역사 설계는 카를 코넬리우스(Karl Cornelius)와 에른스트 슈바르츠(Ernst Schwartz)가 담당했으며, 슈체친선의 다른 역사(팡코역, 팡코하이너스도르프역, 카로역, 부흐역, 뢴트겐탈역, 체퍼니크역)와 비슷하게 설계되었다. 대합실은 2층 벽돌조에 석회석을 일부 사용했다. 건물 대부분은 선로 아래에 있으며, 대합실, 역무실 등은 선로 아래편에 위치해 있다. 승강장 천장 구조물은 목제로 건설되었다. 대합실과 통로, 계단실, 승강장은 건축유산으로 지정되어 있다.
승강장 출입구는 남서쪽 끝에 건설되어 있으며, 승강장 북쪽에는 인상선 및 카로/외곽순환선 방면 분기가 있다. S반 선로 남동쪽으로는 열차선이 통과하며, 열차선 건너편으로는 신호소가 있다.
베를린 S반의 20개 주요역에 속해 있으며 현장에서 출발 지시를 내린다.

## 운행
1905년에는 약 1시간 간격으로 베를린-베르나우 간을 운행했던 열차가 블랑켄부르크역에 정차했고, 일부 추가 열차는 베를린에서 블랑켄부르크까지만 운행했다. 근교선과 장거리선 분리 이후 열차 운행 편수가 증가했다. S반 전동차 운행 이후에는 베르나우행 열차가 20분 간격으로 운행했고, 제2차 세계대전으로 중단되었을 때를 제외하면 1950년대까지 운행했다. 동독 시기에는 팡코-쇤하우저 알레 구간을 제3궤조로 전철화하여 동베를린의 순환선 구간과 단선으로 연결시켰다. 베를린 장벽 건설 이후에는 모든 열차가 이 노선으로 운행했고, 연결선도 복선화되었다. 1961년부터는 오라니엔부르크 방면 열차가 운행했고, 추가로 20분 간격으로 남쪽으로 열차가 운행했다. 1970년대에는 블랑켄부르크-부흐 구간의 배차 간격이 10분으로 단축되었다. 1961년부터 1976년까지는 바스도르프 방면으로 시간당 1, 2편성 열차가 운행했다.

## 인접 철도역
베를린 버스 150, 154번으로 환승할 수 있다.
| 베를린 S반                         | 베를린 S반 | 베를린 S반                              |
| ---------------------------------- | ---------- | --------------------------------------- |
| 카로 베르나우 바이 베를린 방면     | S2         | 팡코하이너스도르프 블랑켄펠데 방면      |
| 시·종착역                          | S26        | 팡코하이너스도르프 텔토 슈타트 방면     |
| 뮐렌베크묀히뮐레 비르켄베르더 방면 | S8         | 팡코하이너스도르프 그뤼나우/빌다우 방면 |